# Niekawa-juku

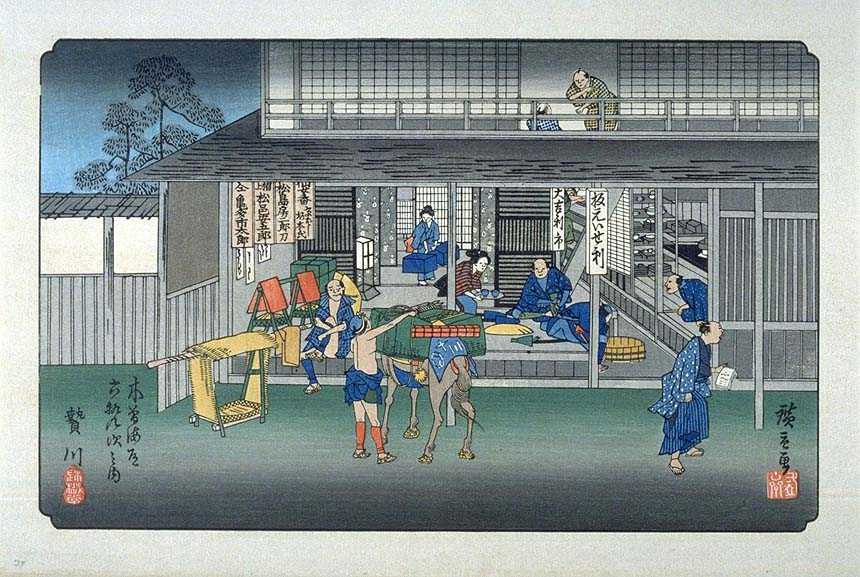
Niekawa-juku, estampe de Hiroshige de la série Les Soixante-neuf Stations du Kiso Kaidō.

Niekawa-juku (贄川宿, Niekawa-juku) était la trente-troisième des soixante-neuf stations du Nakasendō. Elle se trouve dans la ville de Shiojiri, préfecture de Nagano au Japon.

## Histoire
Niekawa s'écrivait d'abord 熱川 (niekawa, « rivière chaude ») car il y avait dans la région des onsen qui chauffaient la rivière, mais les kanjis furent finalement abandonnés au profit des signes actuellement utilisés.
Établie originellement durant la période Tenbun, c'était la première des onze étapes de repos le long du Kisoji (木曽路) qui s'étendait de l'actuelle Nakatsugawa à la préfecture de Gifu. La station marquait la séparation entre le domaine d'Owari et le domaine de Matsumoto et fut intégrée au Nakasendō durant la période Edo.

## Stations voisines
Nakasendō
Motoyama-juku – Niekawa-juku – Narai-juku
Kisoji
Niekawa-juku (point de départ) – Narai-juku